# حسن‌آباد (همدان)
حسن‌آباد روستایی در دهستان چاه دشت بخش شراء شهرستان همدان استان همدان ایران است.

## جمعیت
بر پایه سرشماری عمومی نفوس و مسکن در سال ۱۳۹۵ این روستا بدون جمعیت بوده‌است.